# Distrikt Ricardo Palma
Der Distrikt Ricardo Palma liegt in der Provinz Huarochirí der Region Lima im zentralen Westen von Peru. Der Distrikt wurde am 15. September 1944 gegründet. Er trägt den Namen des peruanischen Schriftstellers Ricardo Palma (1833–1919). Der Distrikt hat eine Fläche von 34,59 km². Beim Zensus 2017 lebten 6542 Einwohner im Distrikt. Im Jahr 1993 lag die Einwohnerzahl bei 4555, im Jahr 2007 bei 5769. Die Distriktverwaltung befindet sich in der 966 m hoch gelegenen Kleinstadt Ricardo Palma mit 5358 Einwohnern (Stand 2017).

## Geographische Lage
Der Distrikt Ricardo Palma befindet sich im nördlichen Westen der Provinz Huarochirí. Er liegt an der Westflanke der peruanischen Westkordillere am linken Flussufer des Río Rímac oberhalb der Einmündung des Río Santa Eulalia.
Der Distrikt Ricardo Palma grenzt im Westen an den Distrikt Lurigancho (Provinz Lima), im Norden an den Distrikt Santa Eulalia, im Osten an den Distrikt Santa Cruz de Cocachacra sowie im Süden an den Distrikt Antioquía.